# Loch Lomond
Loch Lomond (Aussprache: britisch [ˌlɒx ˈləʊmənd]; lokal [ˌlox ˈlo:mənd]; gälisch Loch Laomainn) ist mit 71 km² der nach Fläche größte See Schottlands und Großbritanniens sowie der drittgrößte See des Vereinigten Königreichs. Er liegt im Südwesten der Highlands 23 km nordwestlich von Glasgow in den Council Areas Argyll and Bute, West Dunbartonshire und Stirling. In romantischen Liedern wie The Bonnie Banks o’ Loch Lomond besungen, gilt der See als der schönste Schottlands und ist seit 2002 Teil des Nationalparks Loch Lomond and the Trossachs.

## Größe und Lage

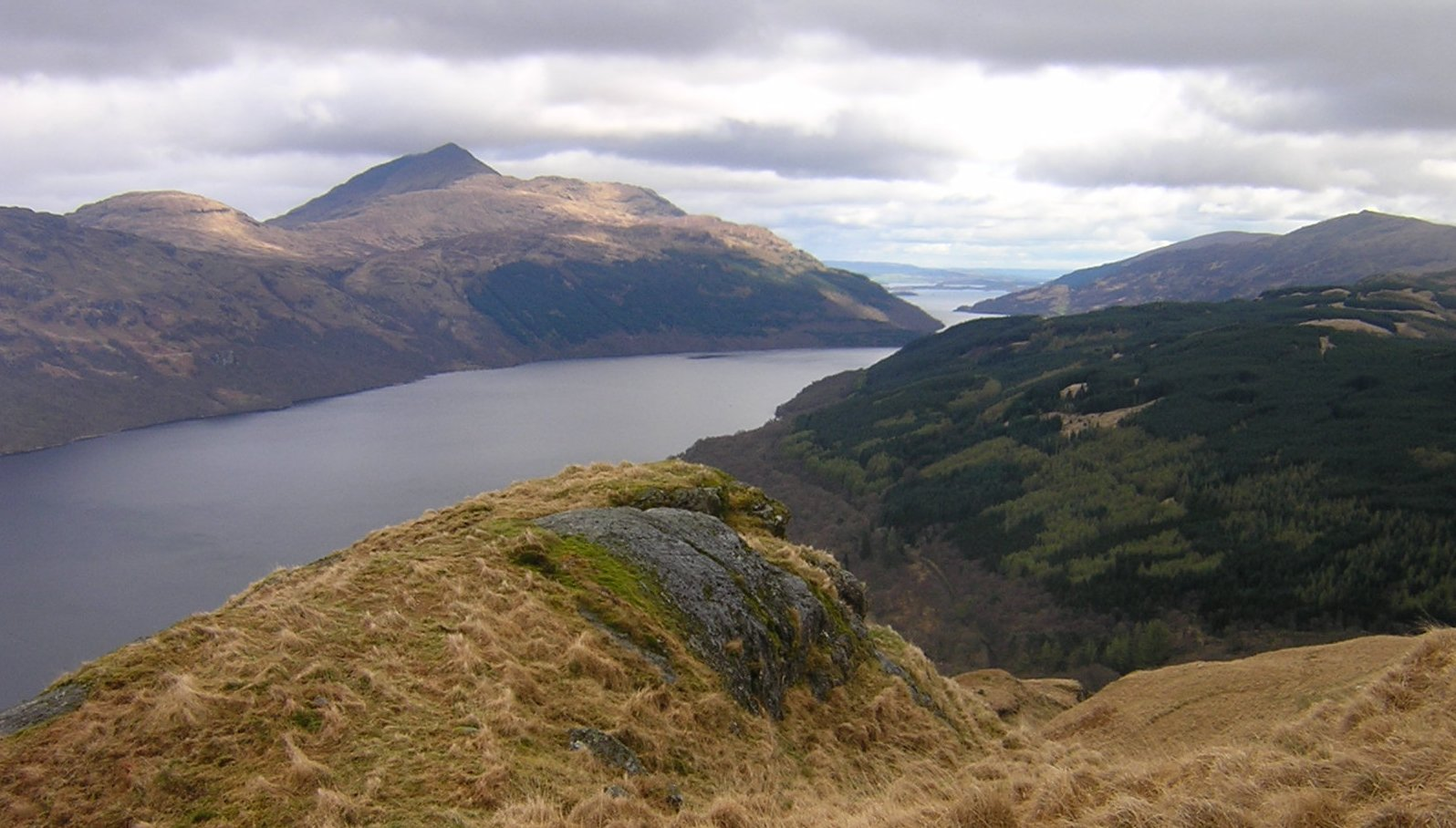
Loch Lomond mit Ben Lomond

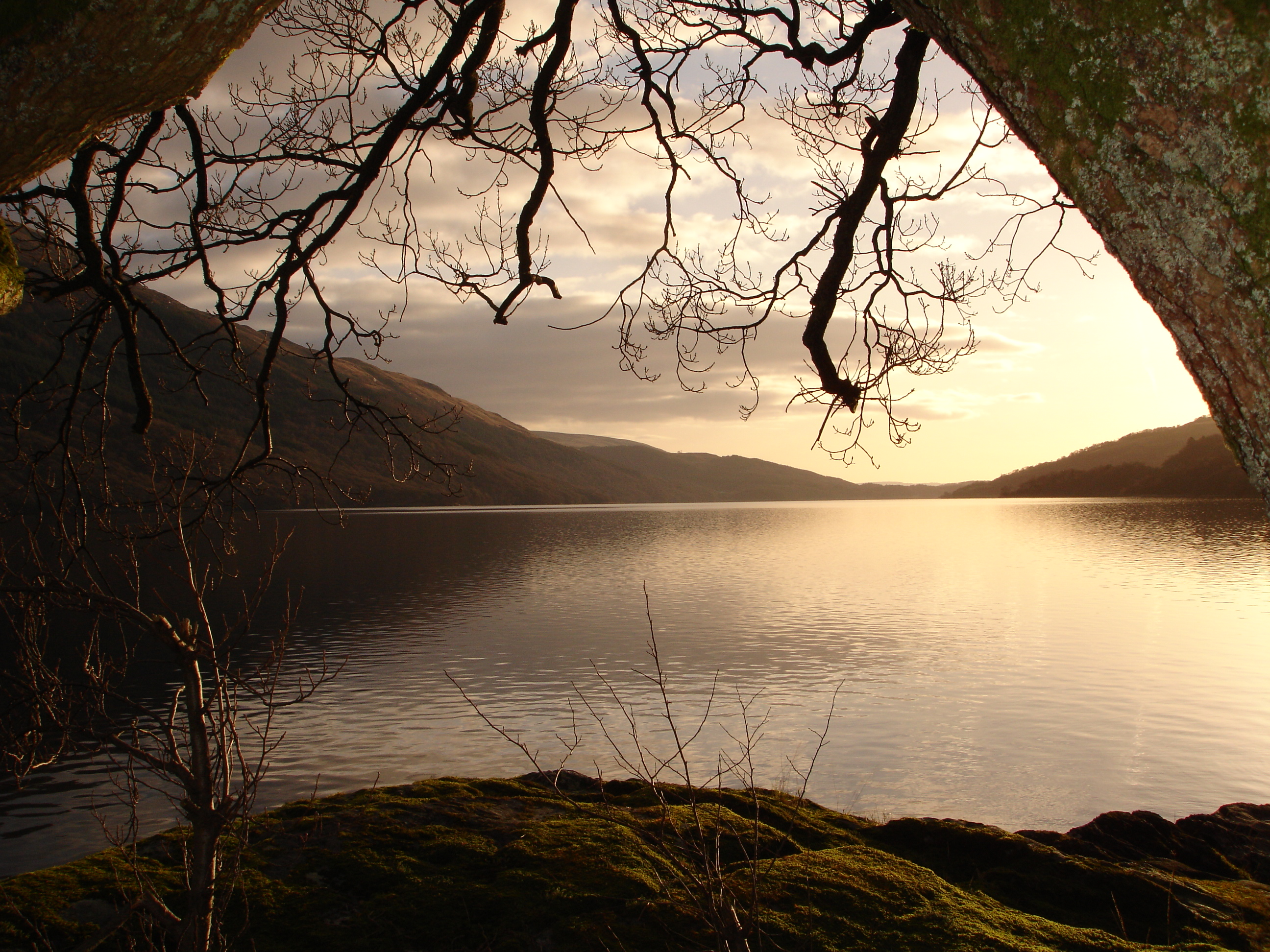
Im Dezember

Loch Lomond erstreckt sich in Nord-Süd-Richtung über eine Länge von 39 km, ist bis zu 8 km breit und bis zu 190 m tief. Mit 71 km² ist der See nach Lough Neagh und Lough Erne in Nordirland der drittgrößte des Vereinigten Königreichs. Hinsichtlich seines Wasservolumens wird er vom kleineren, aber im Durchschnitt wesentlich tieferen Loch Ness übertroffen.
Loch Lomond ist sowohl mit der Bahn als auch über die A82 leicht erreichbar. Öffentliche Verkehrsmittel finden sich fast ausschließlich am belebten Westufer. Dort führt die A82 über die gesamte Länge des Sees von Balloch im Süden bis nach Ardlui im Norden. Radfahrer können an diesem Ufer den etwa 28 km langen West Loch Lomond Cycle Path nutzen. Er verbindet den Endbahnhof von Balloch mit dem Bahnhof von Arrochar and Tarbet im Norden, letzterer ist eine Station der West Highland Line. Dazu kommen verschiedene Buslinien.
Das ruhigere Ostufer ist dicht bewaldet. An ihm entlang verläuft der West Highland Way, die populäre schottische Wanderstrecke, die über 154 km von Milngavie (Glasgow) bis nach Fort William führt. Mit dem Auto ist das Ostufer kaum erreichbar. Lediglich nach Balmaha führt aus Südosten eine Stichstraße (B837), die weiter bis Rowardennan verläuft und sich später in einem alten Forstweg verliert. Balmaha ist auch der einzige Ort an der Ostküste, der mit dem Bus erreichbar ist. Nördlich davon führt zudem eine eigene Stichstraße von Osten kommend nach Inversnaid.
Über den Loch Lomond gibt es, zumindest während der Sommermonate, mehrere kleine Fährverbindungen. Anlegestellen finden sich unter anderem in Rowardennan, Inversnaid, Ardleish, Ardlui, Inverbeg, Tarbet und Balmaha.

## Inseln

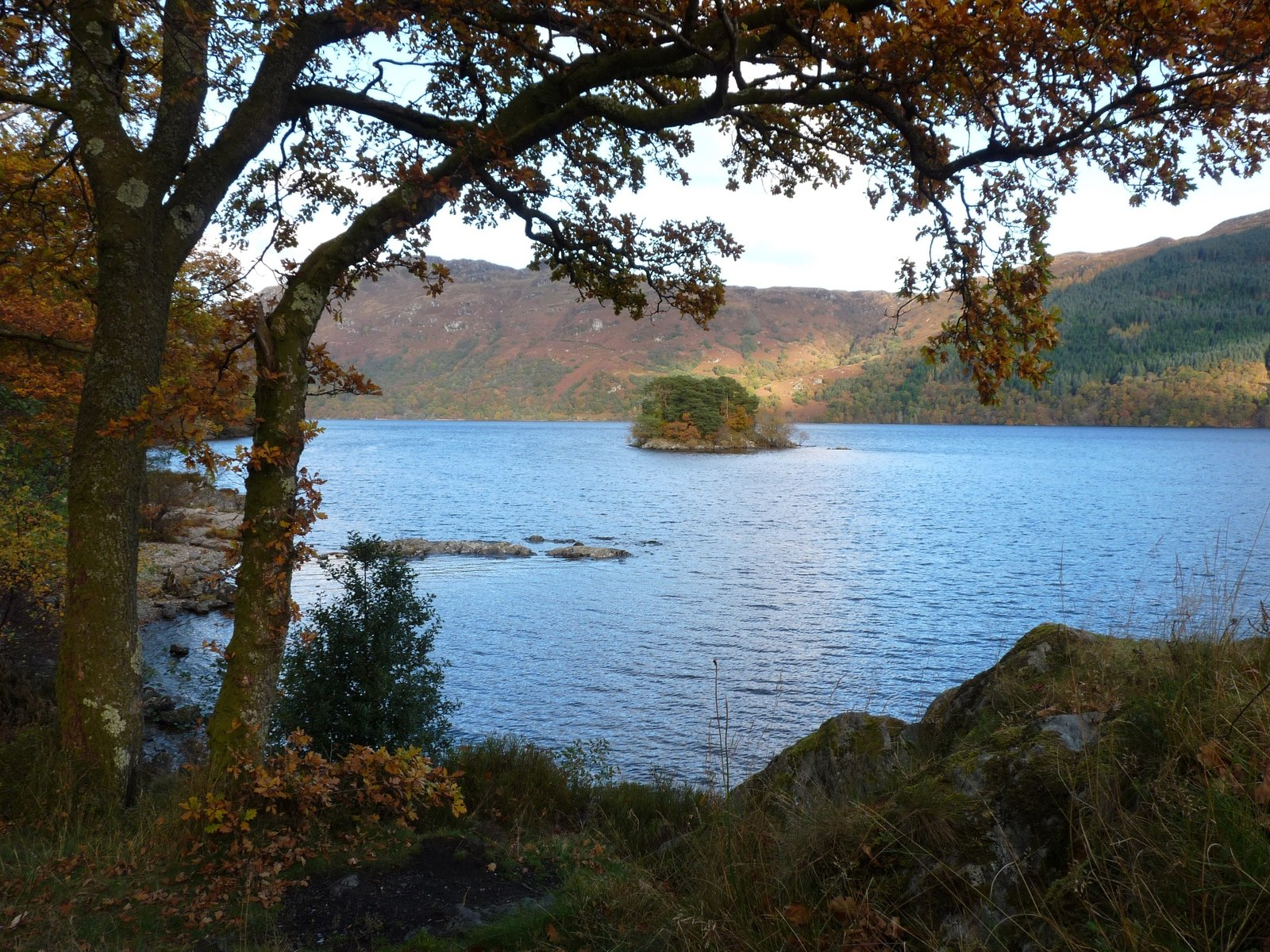
Tarbet Isle, im Loch Lomond

Loch Lomond hat, je nach Wasserstand, bis zu 60 Inseln unterschiedlicher Größe. Einige der Inseln sind nur bei niedrigem Wasserstand sichtbar. Andere Quellen sprechen von insgesamt 30 Inseln.
Drei Inseln sind bewohnt. Es handelt sich um Inchmurrin (13 Einwohner), Inchtavannach (drei Einwohner) und Inchfad (zwei Einwohner). Inchmurrin, nach dem irischen Heiligen Mirin benannt, ist mit 1,2 km² die größte Süßwasserinsel der Britischen Inseln. Sie liegt im Südzipfel des Sees und ist für die Allgemeinheit zugänglich. Auf Inchfad wurde im 19. Jahrhundert eine illegale Whiskydestillerie errichtet, deren Ruinen heute noch im Dickicht erkennbar sind.
Einige weitere Inseln befinden sich in Privatbesitz, die anderen dienen als Naturreservate. Die Insel Inchcailloch wurde zum Naturerbe Schottlands ernannt, darf aber betreten werden. Bucinch und Ceardach befinden sich im Besitz des National Trust for Scotland. Einige der Inseln werden als Sites of Special Scientific Interest (SSSI), also als „Stätten von besonderem wissenschaftlichen Interesse“ behandelt.

## Musik und Dichtung
- → Hauptartikel: Loch Lomond (Lied) Der See ist über die Jahrhunderte eingegangen in Geschichten und Gesänge. Das Gedicht Loch Lomond soll auf einem Brief beruhen, den der junge Soldat Donald McDonald vom Clan Keppoch an seine Geliebte Moira nach dem zweiten Jakobitenaufstand von 1745 geschrieben habe, während er im Carlisle Castle auf seine Hinrichtung für seine Beteiligung am Aufstand wartete. Möglicherweise auf der Grundlage dieses Briefes dichtete Andrew Lang seine berühmten Verse The Bonnie Banks o’ Loch Lomond, die um 1876 erschienen. Sein Gedicht wurde im Laufe der Jahre vertont und ist heute ein traditionelles schottisches Volkslied, welches durch die Interpretation der schottischen Musikgruppe Runrig auch international bekannt wurde.
- Der englische Komponist Ralph Vaughan Williams verarbeitete dieses beliebte Volkslied zu dem klassischen Gesangsstück Loch Lomond für Männerchor und Bariton-Solo.
- Das Symphonische Phantasiebild des Sees für Orchester schuf der Komponist Thieriot.
- Der vierte Akt von Giuseppe Verdis 1857 uraufgeführter Oper Aroldo spielt am Loch Lomond.
- Ein von Claude Thornhill arrangierter und von Maxine Sullivan interpretierter Jazz-Titel wurde 1938 auf einem Konzert von Benny Goodman in der Carnegie Hall gespielt.
- Die Berliner Folk-Band The Sandsacks hat im Jahr 2007 auf ihrem Album Folk Show ein Lied mit dem Titel Loch Lomond veröffentlicht.
- Die kanadische Folk-Punk-Bank The Real McKenzies hat bereits im Jahr 2001 auf ihrem Album S/T ein Lied mit dem Titel Loch Lomond veröffentlicht.
- Die niederländische Irish-Folk-Band Rapalje hat im Jahr 2010 auf ihrem Album Spades ebenfalls ein Lied mit dem Titel Loch Lomond veröffentlicht.
- Die ebenfalls niederländische Folk-Band Scrum hat im Jahr 2012 auf ihrem Album Killing Time ein genau so betiteltes Lied veröffentlicht.
- Dass sich Lieder mit dem Titel Loch Lomond auf diversen Alben bereits vor der Jahrtausendwende – insbesondere im Jahr 1993 – einiger Popularität erfreuen, belege auch die in eben jenem Jahr erfolgten Veröffentlichungen des Künstlers Alastair McDonald auf seinem Album Scotland in Song sowie des Ensembles The King’s Singers auf seinem Album Folk Songs Of The British Isles.

## Sonstiges

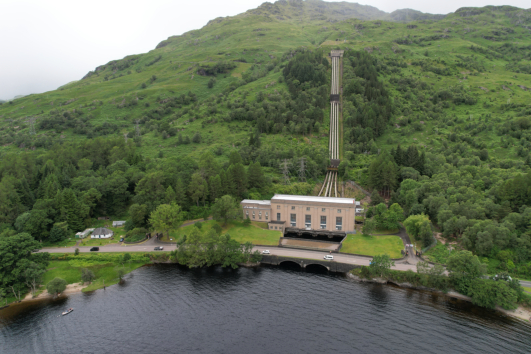
Sloy Power Station

Seit 1966 wird am Südufer des Loch Lomond bei Alexandria Whisky der Marke Loch Lomond gebrannt. In der Comic-Serie Tim und Struppi trinkt eine der Hauptfiguren, Kapitän Haddock, gern (und meist zu viel) schottischen Whisky dieser damals noch fiktiven Marke.
Unter Golfspielern ist der See wegen seines Mitte der 1990er Jahre errichteten Golfplatzes bekannt, auf dem von 2001 bis 2010 die Scottish Open abgehalten wurden.
2005 wählten die Leser der britischen Programmzeitschrift Radio Times den Loch Lomond als das sechstschönste Naturwunder (finest natural wonder) des Vereinigten Königreichs, das bestplatzierte in Schottland. Gewonnen wurde die Abstimmung vom Höhlensystem Dan yr Ogof in Wales.
Am Ufer gibt es die Sloy Power Station, ein Wasserkraftwerk, das 1950 fertiggestellt wurde.